# Annali dei Quattro Maestri

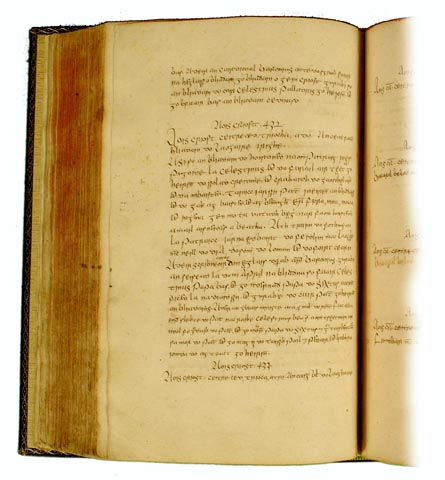
Annali dei Quattro Maestri, anno 432

Gli Annali dei Quattro Maestri o Annali del regno d'Irlanda dei Quattro Maestri sono una cronaca medievale della storia d'Irlanda. Le voci vanno dal Diluvio universale al 1616, anche se le prime voci dovrebbero essere databili al 550 circa.

## Storia
Compilati nel monastero francescano della contea di Donegal tra il 1632 e il 1636 sono una compilazione dei più antichi Annali irlandesi, anche se in alcune parti sono un'opera originale. Le voci del XII secolo e a questo precedenti provengono dagli annali monastici medievali. Quelle successive, invece, provengono dai documenti dell'aristocrazia irlandese (come gli Annali dell'Ulster), mentre quelle riguardanti il XVII secolo sono frutto di lavoro personale e autoptico.
L'autore principale fu Mícheál Ó Cléirigh, assistito, tra gli altri, da Peregrine O'Clery, Fergus O'Mulconry e Peregrine O'Duignan. Anche se uno solo di loro, Mícheál Ó Cléirigh, era in realtà un francescano, furono conosciuti come Na Ceithre Maistir, cioè I Quattro Maestri. Il patrono del progetto fu Fearghal Ó Gadhra, un lord della contea di Sligo. La lingua originale dell'opera era l'irlandese. Molte sono le copie manoscritte ancora esistenti e si trovano nel Trinity College di Dublino, nell'Accademia reale irlandese e nell'University College.
La prima sostanziale traduzione in inglese (iniziata nel 1171) fu pubblicata da Owen Connellan nel 1846. La traduzione di Connellan va dall'XI al XVII secolo e contiene una mappa che mostra l'ubicazione delle famiglie irlandesi. Praticamente dimenticata per oltre 150 anni, fu recuperata e di nuovo pubblicata agli inizi del XXI secolo. Questa traduzione fu seguita molti anni dopo da quella dell'intera opera realizzata dallo storico John O'Donovan.
Gli Annali sono una delle principali fonti della storia d'Irlanda fino al 1616. Se le voci che risalgono più indietro nel tempo sono delle essenziali liste di nomi e date, i capitoli successivi e che riguardano epoche più tarde sono sempre più dettagliate.
Sebbene prive di una prospettiva sociale degli eventi, gli Annali sono tuttavia una delle poche fonti irlandesi in prosa di quel periodo e narrano eventi, come le rivolte di Desmond e la guerra dei nove anni, viste nella prospettiva dei nativi irlandesi.